# Sandra Stals
Sandra Stals (* 5. Juni 1975 in Maaseik) ist eine ehemalige belgische Leichtathletin, die im Mittelstreckenlauf antritt und sich auf die 800-Meter-Distanz spezialisiert hat. Über diese Distanz ist sie aktuell Inhaberin des Landesrekordes und gewann 2000 die Bronzemedaille bei den Halleneuropameisterschaften in Gent.

## Sportliche Laufbahn
Erste internationale Erfahrungen sammelte Sandra Stals im Jahr 1994, als sie bei den Juniorenweltmeisterschaften in Lissabon mit 2:21,94 min in der ersten Runde über 800 Meter ausschied. Im Jahr darauf schied sie bei der Sommer-Universiade in Fukuoka mit 2:20,44 min im Vorlauf aus und 1997 kam sie bei den U23-Europameisterschaften in Turku in der Vorrunde nicht ins Ziel. Im Jahr darauf schied sie bei den Halleneuropameisterschaften in Valencia mit 2:04,50 min im Halbfinale aus und kam dann bei den Freiluft-Europameisterschaften in Budapest mit 2:02,34 min nicht über den Vorlauf hinaus. 1999 schied sie bei den Weltmeisterschaften in Sevilla mit 2:09,22 min im Halbfinale aus und im Jahr darauf gewann sie bei den Halleneuropameisterschaften in Gent in 2:01,34 min die Bronzemedaille hinter der Österreicherin Stephanie Graf und Natalja Zyganowa aus Russland. Im September nahm sie an den Olympischen Sommerspielen in Sydney teil und schied dort mit 2:02,33 min in der ersten Runde aus. 2002 belegte sie bei den Halleneuropameisterschaften in Wien in 2:07,33 min den sechsten Platz und im August schied sie bei den Freiluft-Europameisterschaften in München mit 2:02,44 min im Semifinale aus. Im Jahr darauf kam sie bei den Weltmeisterschaften nahe Paris mit 2:06,12 min nicht über die Vorrunde hinaus und 2004 schied sie bei den Hallenweltmeisterschaften in Budapest mit 2:05,12 min im Halbfinale aus. Im Jahr darauf schied sie auch bei den Halleneuropameisterschaften in Madrid mit 2:08,46 min in der Vorrunde aus und 2006 beendete sie dann ihre aktive sportliche Karriere im Alter von 31 Jahren.
In den Jahren von 1995, 1998 und 2003 wurde Stals belgische Meisterin im 800-Meter-Lauf im Freien sowie 1996, 1998 und 2003 in der Halle. Von 1999 bis 2002 sowie 2004 und 2005 wurde sie Landesmeisterin über 400 Meter im Freien sowie 2000, 2004 und 2005 in der Halle.

## Persönliche Bestleistungen
- 400 Meter: 52,15 s, 18. Juli 1999 in Brüssel
  - 400 Meter (Halle): 53,38 min, 6. Februar 2000 in Gent
- 600 Meter: 1:25,91 min, 27. August 2002 in Lüttich
- 800 Meter: 1:58,31 min, 1. August 1998 in Hechtel (belgischer Rekord)
  - 800 Meter (Halle): 2:00,46 min, 20. Februar 2000 in Birmingham (belgischer Rekord)
- 1000 Meter: 2:38,47 min, 28. August 1998 in Brüssel
  - 1000 Meter (Halle): 2:39,68 min, 26. Februar 2005 in Liévin (belgischer Rekord)